# Warren Austin
Warren Austin (Highgate, 1877. november 12. – Burlington, 1962. december 25.) az Amerikai Egyesült Államok szenátora (Vermont, 1931–1946).

## Élete
A Vermont állambeli Highgate-ben született.